# GNU

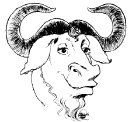
Талісман проєкту GNU (Антилопа гну)

GNU (/gnu/ⓘ, рекурсивне скорочення англ. «GNU's Not Unix») — велика колекція вільного програмного забезпечення, яку можна використовувати як Unix-подібну ОС, або разом з іншими операційними системами.
GNU також є назвою проєкту, у рамках якого почалася розробка вільного програмного забезпечення для заміни пропрієтарних реалізацій ОС Unix.

## Історія
Проєкт GNU започаткований у 1983 році Річардом Столменом з метою створення вільної операційної системи, яку назвали система GNU. Проєктом GNU зараз опікується Фонд Вільних Програм (FSF, англ. Free Software Foundation).
В рамках проєкту GNU було розроблено велику кількість високоякісного та поширеного вільного програмного забезпечення, включаючи текстовий редактор Emacs, збірку компіляторів GNU (GCC — англ. GNU Compiler Collection) і зневаджувач GNU Debugger (GDB). Офіційною операційною системою GNU є GNU Hurd (ядро GNU Mach, набір програм-серверів та інших системних компонентів), на основі якого складається також дистрибутив Debian. Але, оскільки Hurd не є закінченим проєктом, то для утворення повноцінної операційної системи пакет програм GNU часто об'єднується з ядром Linux, яке не є частиною проєкту GNU. Цю систему зазвичай називають «Linux», хоча FSF наполягає на назві «GNU/Linux» для зазначення вкладу проєкту GNU.
Є також типовим встановлювати програми GNU на пропрієтарних Unix-системах замість оригінальних програм UNIX, оскільки багато програм, написаних для проєкту GNU, довели кращу якість, ніж відповідники з UNIX. Часто ці компоненти узагальнено називають «Знаряддя GNU» (англ. GNU Tools). Багато програм GNU також перенесено до Microsoft Windows, macOS і деяких інших пропрієтарних платформ.

## Лідери
- Річард Столмен
- Ебен Моґлен[en]